# The Legend of Zelda (videojuego)
The Legend of Zelda (ザハイラルファンタジー ゼルダの伝説 Za Hairaru Fantajī: Zeruda no Densetsu?, tdl. «La Fantasía de Hyrule: Leyenda de Zelda») es un videojuego japonés desarrollado y publicado por Nintendo en 1986, y diseñado por Shigeru Miyamoto y Takashi Tezuka para la consola Nintendo Entertainment System. Situado en la tierra de fantasía de Hyrule, el argumento se centra en un joven llamado Link —el personaje jugador—, quien tiene por objetivo recolectar las ocho piezas de la Trifuerza de la Sabiduría para rescatar a la Princesa Zelda, quien está aprisionada en la Montaña de la Muerte en manos del malvado príncipe Ganon. En el transcurso del juego, el jugador puede controlar a Link desde una perspectiva aérea, y tiene que aventurarse a lo largo de un vasto territorio conocido como Hyrule, el cual posee a su vez diversos calabozos, dentro de los cuales debe derrotar a múltiples enemigos y resolver acertijos y así avanzar a lo largo del juego.
Para la creación del juego, Miyamoto se basó en sus experiencias infantiles; estas, según él recuerda, consistían en que se aventuraba a lo largo de enormes campos y con frecuencia se perdía en bosques y cuevas. De acuerdo a sus declaraciones, una vez se topó con un lago y esto le causó un profundo impacto emocional; más tarde pensó en el concepto de «un jardín en miniatura donde [las personas] puedan hacer lo que quieran». Asimismo, consideró que el propio jugador debía ser quien decidiera el curso del argumento, pues quería obligarlo a «pensar en lo que debe de hacer a continuación»; este elemento persistió en las posteriores secuelas de la serie. Bajo dicha premisa, Miyamoto también conceptualizó a Link como un personaje que se adaptara a la edad de los jugadores —es decir, Link debía crecer con el transcurso del tiempo y así hacer que estos se identificarán con él—. El nombre del juego proviene de Zelda Fitzgerald, pues según Miyamoto, el nombre de ella le sonaba agradable.
Como juego inaugural de la serie de The Legend of Zelda, salió a la venta por primera vez en Japón para el periférico de la Family Computer System, el Famicom Disk System, como título de lanzamiento para dicho accesorio. Poco más de un año después, en América y Europa se comenzó la distribución del juego en formato de cartucho, siendo el primer título para una consola casera en incluir una batería interna que permitía guardar el progreso de la aventura. Una versión del juego en forma de cartucho fue lanzada en Japón en 1994, para la Family Computer, y se relanzó posteriormente para la Game Boy Advance, Nintendo GameCube y la Consola Virtual. Gracias a su significativa acogida, se realizó una secuela, titulada Zelda II: The Adventure of Link. Sin embargo, esta segunda parte no obtuvo buenas críticas, aunque sí tuvo una gran aceptación comercial; esto permitió que el juego pasara a ser  considerado como la «oveja negra» de la serie, debido en parte a que el equipo principal de Zelda I no se encargó de su desarrollo.
A manera de legado, el juego es considerado como el «precursor espiritual» del género de rol, ya que muchos de los elementos que aparecieron en Zelda fueron tomados por otras series de videojuegos, como Final Fantasy. De igual manera, el juego se convirtió rápidamente en el segundo título para Famicom en vender más de un millón de copias en territorio nipón; en el año de su lanzamiento, la prensa catalogó al juego como un best seller de Nintendo, pues vendió cerca de 6,5 millones de copias a nivel internacional. Cabe señalarse que en un inicio Miyamoto se mostraba incrédulo ante la posibilidad de que el juego alcanzara notoriedad dentro de la industria, pues pensaba que «los mundos de magia y fantasía no eran populares». Con tal de celebrar el 25.º aniversario del lanzamiento original del juego, de una manera similar a como se hizo con el de Super Mario Bros. en 2010, Nintendo planeó durante 2011 realizar un festejo conmemorativo relacionado con la serie en general; Reggie Fils-Aime mencionó que fue algo «diferente a lo ya visto». Durante la Game Developers Conference realizada en marzo de 2011, Satoru Iwata reveló el logotipo oficial del aniversario en cuestión.
Con el lanzamiento de Nintendo Switch Online, en septiembre de 2018, Nintendo ofreció a los jugadores este título dentro del catálogo de la aplicación NES de su consola híbrida, Nintendo Switch.

## Argumento

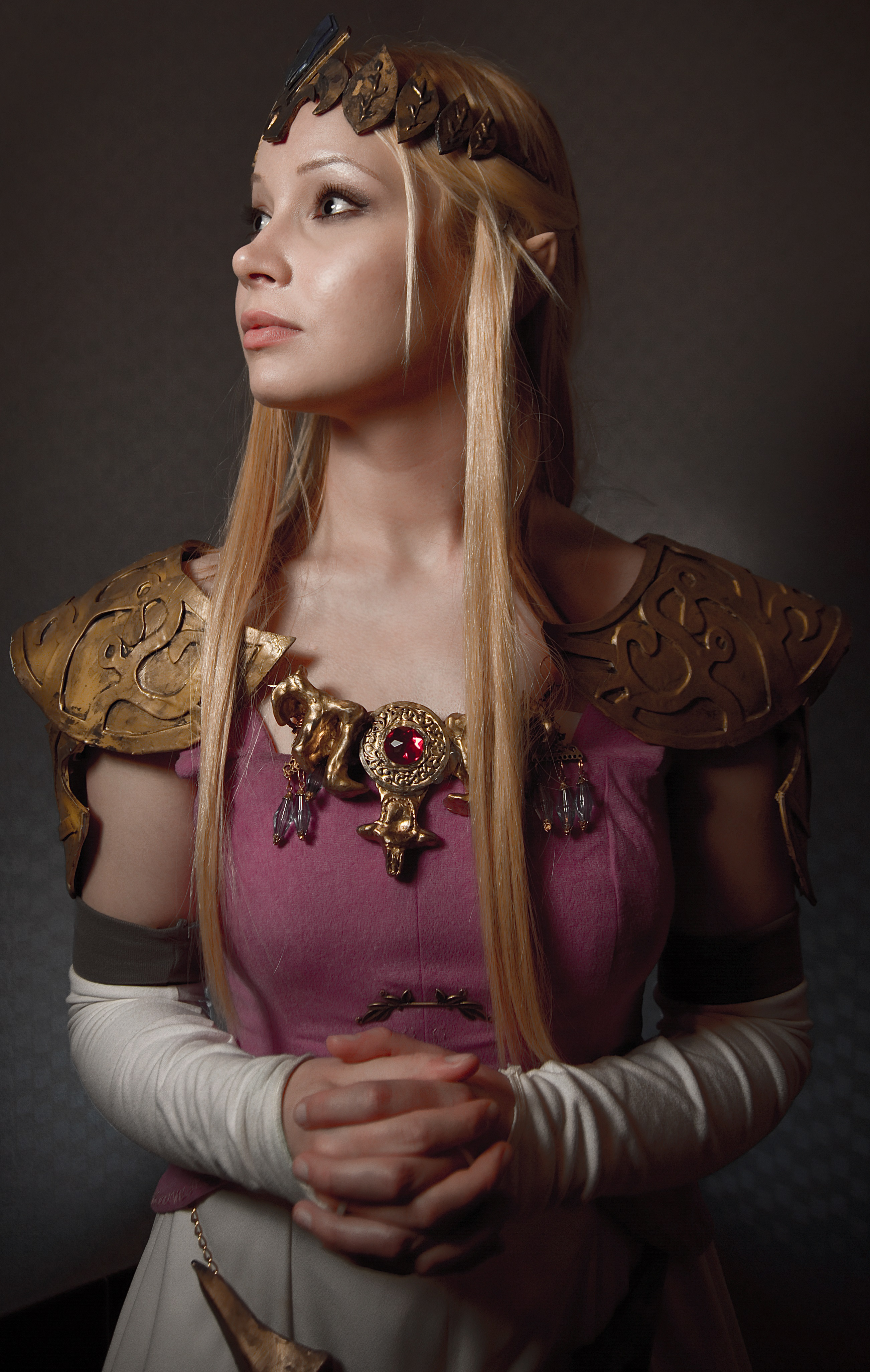
La Princesa Zelda encomienda a su niñera buscar a alguien lo suficientemente valiente para salvar al reino de Hyrule de la perdición. Para crear al personaje que da nombre a la serie así como al videojuego en sí, Miyamoto usó el nombre de la esposa del novelista F. Scott Fitzgerald, pues el diseñador pensó que era un nombre «hermoso». En la imagen, una mujer disfrazada de la princesa.

La trama de The Legend of Zelda es relatada a través del manual de instrucciones y en una pequeña secuencia introductoria antes de la escena donde aparece el título del juego, una vez que el mismo empieza a reproducirse. Un pequeño reino dentro de la tierra de Hyrule —el cual es el lugar donde se desarrollan los principales acontecimientos—, es asolado por el caos después de que un ejército liderado por Ganon, el Príncipe de la Oscuridad, lo invadiera y robara la Trifuerza del Poder, un fragmento que forma parte de un artefacto mágico capaz de otorgar a su poseedor una poderosa fuerza física. En un intento por evitar que Ganon adquiriera la Trifuerza de la Sabiduría —otra de las piezas de ese artefacto—, la Princesa Zelda decide dividirla en ocho fragmentos diferentes los cuales oculta a lo largo de diversos calabozos que se ubican a lo ancho de la vasta tierra. Poco antes de que la princesa fuera secuestrada por Ganon, ella le encomienda a Impa, su niñera, que encuentre a alguien verdaderamente valiente para afrontar el mal y así salvar al reino de la perdición. Mientras ambula entre los lares de Hyrule, la anciana es custodiada por un secuaz de Ganon para intentar detener el plan de la princesa; sin embargo, un joven adolescente llamado Link aparece de repente y la rescata. Después de oír la súplica de Impa, el muchacho decide salvar a Zelda y se dirige a encontrar los fragmentos esparcidos de la Trifuerza de la Sabiduría, para hacerse lo suficientemente fuerte como para enfrentarse a Ganon y derrotarlo.
Durante el transcurso de la aventura, Link logra localizar los ocho laberintos subterráneos donde se encuentran las piezas del fragmento, y poder recuperarlas; para ello, debe derrotar a múltiples guardianes que custodian cada calabozo. Una vez que el joven consigue obtener todas las piezas de la Trifuerza de la Sabiduría, el jugador es capaz de infiltrarse en el escondite de Ganon: la Montaña de la Muerte, y en algún momento enfrentar al enemigo con forma de cerdo antropomorfo y derrotarlo mediante una Flecha de Plata. Después de la batalla contra el malvado príncipe, Link recoge la Trifuerza del Poder de las cenizas de Ganon y regresa las dos piezas faltantes para arreglar de manera correcta la Trifuerza y rescatar así a la princesa cautiva, con lo cual la paz es restaurada en Hyrule.

### Escenario
Al ser el primer título de la serie, es el primero en ofrecer una perspectiva del reino de Hyrule, el cual está dividido en numerosas regiones y paisajes variados, como el Bosque Perdido, la Montaña de la Muerte, el Lago Hylia, un Cementerio, una playa y un desierto. A lo largo de estas zonas, es donde Link deberá buscar los fragmentos de la Trifuerza de la Sabiduría, para así acceder a la Montaña de la Muerte y rescatar a Zelda de su cautiverio por parte de Ganon. 
A diferencia de otros supramundos (del término en inglés: overworld) dentro de la serie de Zelda, en esta primera aventura a través de las tierras del reino de Hyrule, el jugador es capaz de explorar sus territorios desde el inicio de la aventura, lo cual significa que el juego carece de un argumento lineal definido. Sin embargo, cabe señalarse que las locaciones permanecen intactas durante la Second Quest, a excepción de que los únicos cambios detectables radican en la ubicación de los laberintos de los calabozos y en la localización de los objetos a obtener en cada uno de los niveles del juego. A continuación se presentan cada uno de los niveles del juego con su respectiva descripción.
| Calabozo | Ubicación                                                                  | Descripción e ítems a obtener | Jefe            |
| -------- | -------------------------------------------------------------------------- | --- | --------------- |
| Nivel 1  | Al centro del Lago Hylia.                                                  | Es el primer calabozo dentro de la aventura, y en él Link podrá acceder a la primera pieza de la Trifuerza. Además, aquí se obtiene el Arco. | Aquamentus      |
| Nivel 2  | Se encuentra en un denso bosque al norte de la pantalla inicial del juego. | Dentro del calabozo hay muchos enemigos que el joven héroe debe derrotar para encontrar varias llaves y obtener así la pieza de la Trifuerza. Aquí se halla el Bumerán Mágico. | Dodongo         |
| Nivel 3  | Está cerca del Bosque Perdido, al sur del mapa.                            | En este nivel se introducen los Darknut, los cuales son enemigos difíciles de derrotar; una vez que son abatidos, permiten entrar a una bodega donde se encuentra la Balsa. | Manhandla       |
| Nivel 4  | Se encuentra sobre una isla.                                               | Para acceder a este nivel, Link debe tener equipada la balsa, pues requiere navegar a lo largo de un río y llegar a una isla donde se encuentra la entrada al calabozo. Aquí debe usar la Vela Azul para iluminar varios cuartos oscuros y descubrir objetos. Además, en este sitio se obtiene la Escalera de Mano. | Gleeok          |
| Nivel 5  | Está en una de las laderas de la Montaña de la Muerte.                     | El calabozo contiene muchas zonas con lava, por lo que Link debe esquivarlas para continuar a lo largo del nivel. Para derrotar al jefe del nivel, el jugador tiene que encontrar el Silbato. | Digdogger       |
| Nivel 6  | Se localiza cerca del Cementerio.                                          | Link debe pasar por el Bosque Perdido para llegar hasta la mazmorra, y en ella se encuentran los Wizzrobe, enemigos capaces de arrojar conjuros y bajar puntos de vida mediante la magia. Aquí se localiza el Báculo Mágico, con el que se pueden realizar hechizos para atacar a los enemigos. | Gohma           |
| Nivel 7  | Se halla debajo de una pequeña fuente al oeste.                            | La entrada al calabozo está custodiada por un Moblin. A pesar de ello, Link no podrá acceder al nivel si no posee el Silbato. A lo largo del nivel, se puede localizar la Vela Roja, la cual permite lanzar fuego múltiples veces, a diferencia de la Vela Azul. | Aquamentus (II) |
| Nivel 8  | Su entrada se ubica al final del Camino sin Salida.                        | Para acceder al octavo nivel, se necesita quemar un árbol mediante la Vela Roja o Azul, y en él, a diferencia de las demás mazmorras, se encuentran dos objetos principales: el Libro de Magia y la Llave Mágica, los cuales le permiten a Link realizar un hechizo basado en el fuego y abrir cualquier cerradura dentro de un calabozo a lo largo de Hyrule, respectivamente. | Gleeok (II)     |
| Nivel 9  | Está en la cima de la Montaña de la Muerte.                                | Para entrar, se requiere explotar una bomba en la roca izquierda de la formación montañosa llamada Rocas Especulares. Es el último nivel del juego y es donde Link debe rescatar a la Princesa Zelda. El jugador no podrá acceder más allá de la segunda pantalla del nivel si es que no posee la totalidad de las Piezas de la Trifuerza. En un cuarto del calabozo se localiza el Anillo Rojo, el cual reduce el daño que Link puede recibir de un enemigo hasta 3/4 del total infringido. Además, es necesario localizar las Flechas Plateadas, las cuales son indispensables para derrotar al último jefe. | Ganon           |

### Objetos y armas

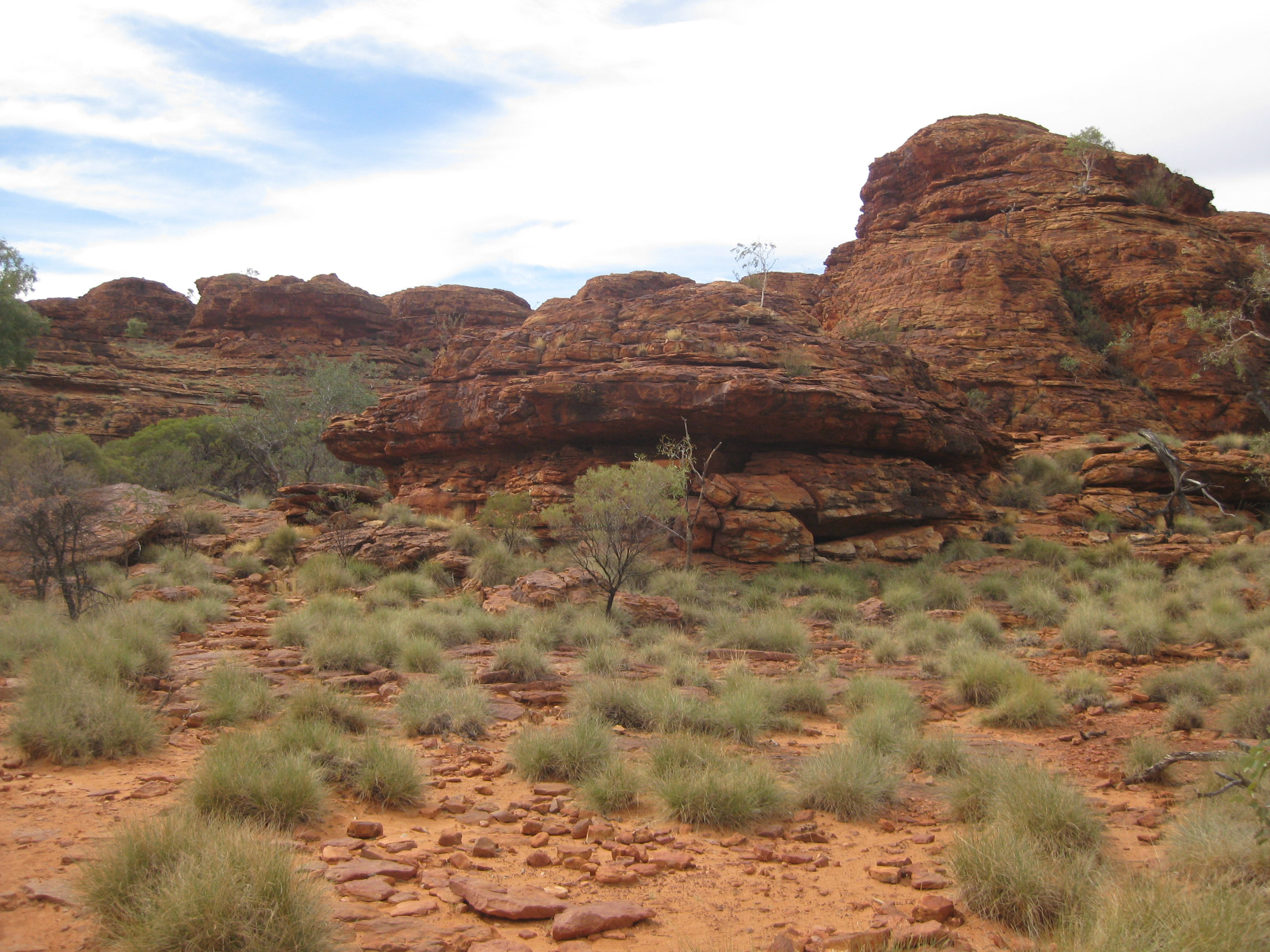
El escenario y entorno de The Legend of Zelda es variado, pues contiene desiertos, bosques, playas y cavernas. El jugador debe explorar a lo largo y ancho de la tierra para encontrar objetos y personajes que le puedan ayudar a terminar la aventura. En la imagen, el King's Canon ubicado en el Territorio del Norte, Australia.

Al ser el primer título de la serie, The Legend of Zelda ofrece una amplia varidead de objetos, los cuales Link puede usar para superar los obstáculos que se le presentan a lo largo de la travesía. En esta entrega, al ser la primera de la serie, se introducen muchos de los elementos típicos que aparecen en los posteriores juegos de Zelda. Así, la espada, el escudo, las bombas, el arco y el bumerán están presentes en esta primera entrega, pues son necesarios para completar cada uno de los niveles.
La espada puede ser adquirida recién inicia el juego —esta arma está hecha de madera, por lo que es débil contra algunos enemigos; sin embargo, hay un total de tres espadas a lo largo del juego—, pues ésta se localiza en una pequeña cueva al norte de la primera pantalla de juego; asimismo, dentro de ella, se encuentra un anciano, el cual le da instrucciones al jugador sobre lo que debe hacer, y con ello poder resolver los acertijos de la aventura. El anciano puede aparecer en zonas ocultas, como en alguna cueva detrás de una cascada o dentro de un calabozo en sí, y le dará al jugador algún objeto importante o sugerencia a cambio de un pequeño monto de rupias. Una segunda espada, la cual está hecha de acero, se puede conseguir detrás de una cascada, sin embargo, para conseguirla, es necesario tener cinco o más corazones de vida; es más efectiva que la espada de madera, pues con su poder se puede eliminar a los enemigos de manera más sencilla. Una tercera espada, distinta a la de madera y a la de acero, puede conseguirse una vez que el jugador obtiene al menos 12 Contenedores de Corazón; esta espada es más poderosa que las anteriores e igualmente que las otras espadas permite lanzar haces de luz contra los enemigos desde una distancia lejana.
El escudo puede ser equipado una vez que se adquiere por un precio que oscila entre las 90 y 300 rupias; esto se debe a que el escudo tiende a gastarse y volverse inútil, por lo que el jugador se ve obligado a adquirir uno nuevo. Este puede proteger a Link de ataques directos hechos con proyectiles como flechas y piedras, aunque también puede resistir bolas de fuego y hechizos que los enemigos arrojan cuando el personaje se encuentra cerca. Las bombas a su vez pueden ser colocadas en una sección de la pantalla para que los enemigos cercanos puedan ser afectados por la explosión que estas ocasionan, y así avanzar a través de ciertas zonas infestadas con muchos enemigos a la vez. Si bien el número de bombas que Link puede traer consigo es limitado, el jugador puede ir con el anciano y pagarle para que incremente el número total de bombas. El arco se localiza en el primer nivel del juego, y es necesario obtenerlo para derrotar al último jefe del juego mediante las Flechas Plateadas. El jugador debe comprar flechas para poder usar este artefacto; sin embargo, cada vez que se emplea, este gasta una rupia por cada flecha que es disparada contra un enemigo. Es importante mencionar que el número de tiros que Link puede efectuar está limitado solo por el número de flechas que posea. 
Existen dos clases de búmeran: el normal y el mágico. El primero puede atacar a los enemigos desde una distancia larga a pesar de que su velocidad es lenta, mientras que el segundo tiene la propiedad de volar a lo largo de la pantalla eliminando casi a la totalidad de enemigos que se encuentren dentro de dicho cuarto; el primer búmeran es remplazado por el segundo, ya que este es más veloz para atacar, aunque no es más poderoso que el anterior. Las hadas también realizan su primera aparición en la serie localizándose en diversas zonas a lo largo de Hyrule; su principal función es la de recuperar una cierta cantidad de energía de Link, recargando su salud. Un objeto que no aparece en posteriores juegos de Zelda es el reloj, un pequeño cronómetro que permite congelar por un breve lapso de tiempo a los enemigos con lo que facilita su eliminación y derrota. Sin embargo, este ítem aparece aleatoria y espontáneamente en cualquier cuarto de algún calabozo, por lo que su uso se ve restringido. Este a su vez sólo afecta a los enemigos que se localizan dentro del mismo lugar donde aparece, por lo que si el jugador abandona la pantalla y accede a otra, el poder desaparece y los enemigos retornan a la normalidad.

## Sistema de juego

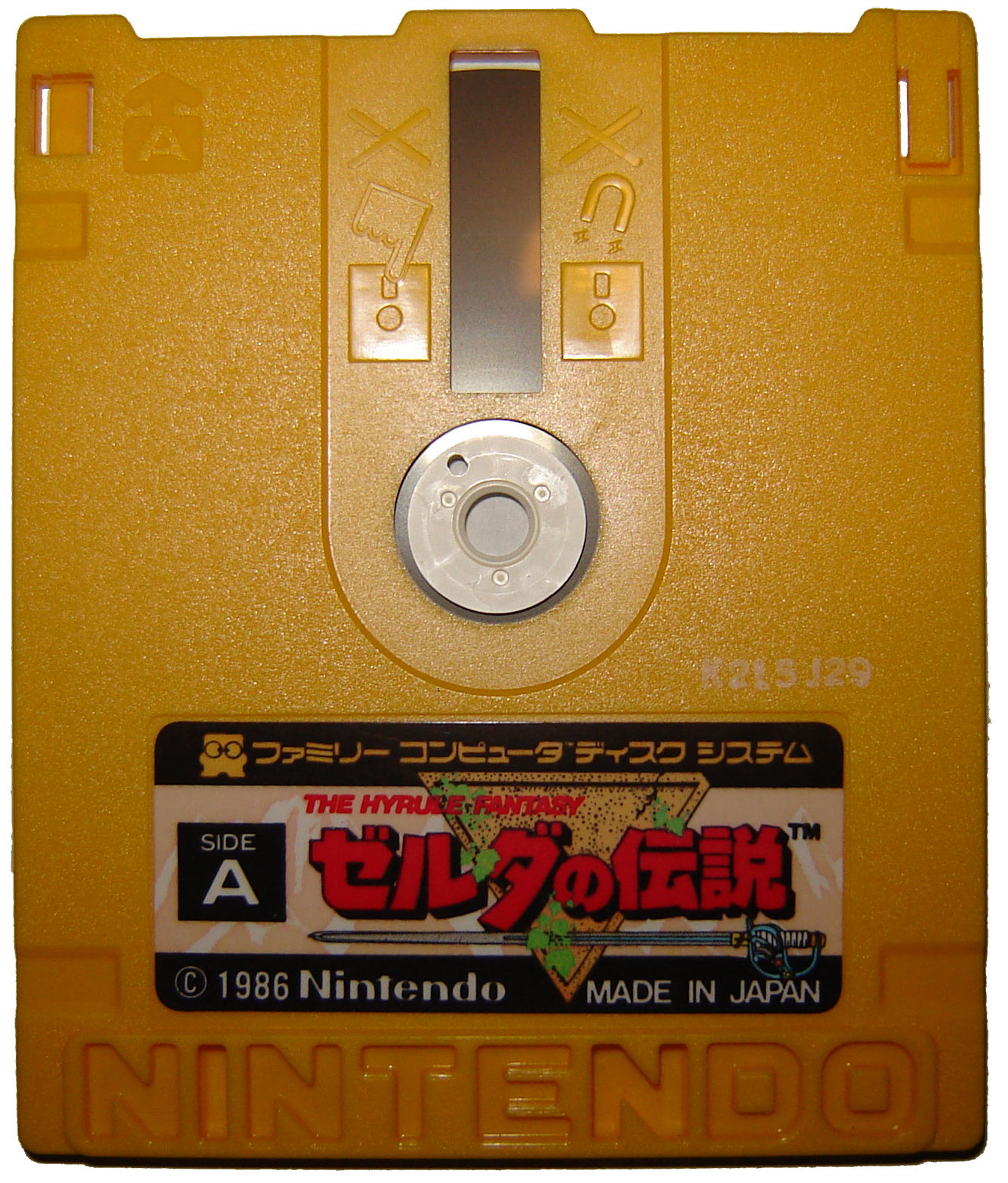
Disco del juego para la FamicomDisk.

El sistema de juego de The Legend of Zelda incorpora elementos de los géneros de acción, aventura, RPG y puzzle. El jugador controla a Link desde una perspectiva aérea a medida que él viaja por el mapa del mundo; éste se divide en un supramundo, un mapa que se desarrolla a la intemperie y contiene variados paisajes. Link comienza armado con un escudo, pero una espada cae en su poder tras aventurarse en una cueva localizada en la primera pantalla visible del juego. A lo largo del juego, vendedores, hadas, habitantes, y otros personajes ayudan a Link otorgándole objetos o guiándole mediante pistas crípticas. Estas personas se encuentran escondidas en cuevas, arbustos, calabozos, o detrás de paredes y cascadas.
En el progreso de la trama, el jugador debe derrotar a enemigos y localizar la entrada de nueve calabozos. Cada mazmorra es única, pues se trata de una especie de red de laberintos con habitaciones conectadas a través de puertas y pasajes secretos, además de que cada una de ellas se halla custodiada por monstruos diferentes a los encontrados a lo largo del supramundo. Los calabozos ocultan objetos que ayudan a Link a lo largo de su travesía y aumentan así su arsenal de armas, tales como un búmeran que le permite alcanzar objetos lejanos así como aturdir o eliminar enemigos; también se puede adquirir una flauta dulce con propiedades mágicas. Link debe navegar exitosamente a través de los primeros ocho calabozos, y obtener de esa manera la totalidad de las piezas de la Trifuerza de la Sabiduría, las cuales se encuentran en cada mazmorra. Una vez que se consiguen todos los fragmentos, es posible acceder a la novena mazmorra, lugar donde se encuentra la Princesa Zelda. Aparte de esta excepción para terminar el juego, el orden necesario para completar cada calabozo es algo que se deja a la decisión del propio jugador, aunque regularmente estos tienden a aumentar de dificultad una vez que el jugador termina uno y empieza con otro, además que en algunos calabozos se requieren diversos objetos específicos para poder explorar y adentrarse en los mismos para poder completarlos, a pesar de que estos objetos sólo se pueden encontrar en mazmorras anteriores. Link puede vagar libremente por el supramundo, buscando y comprando objetos en cualquier momento. Esta flexibilidad dio como resultado formas inusuales de jugar el título. Por ejemplo, es posible llegar hasta el jefe final del juego sin haber conseguido la espada —sin embargo, el jugador no podrá derrotarlo, ya que como se explicó anteriormente, se requieren ciertos ítems en algunas de las zonas y en este caso la espada es indispensable—.

### Second Quest
Después de completar el juego, el jugador tiene acceso a una aventura más difícil, referida oficialmente como «Second Quest» (裏ゼルダ Ura Zeruda?, trad. lit. «el otro lado oculto de Zelda»); en esta nueva travesía, las ubicaciones de los calabozos y de los objetos son diferentes y los enemigos son más fuertes. Sin embargo esta nueva «repetición de jugar», donde la dificultad aumenta, no fue la única dentro de la saga de Zelda, puesto que también otros juegos ofrecían nuevas aventuras con niveles totalmente cambiados a completar en una segunda partida. La Second Quest se puede jugar cada vez que se completa la misión principal por primera vez. También se puede acceder a la Second Quest sin la necesidad de terminar el juego de nueva cuenta, pues simplemente se debe comenzar una nueva partida bajo el nombre de «ZELDA».

## Desarrollo
| Diseñador                 | Takashi Tezuka                                   |
| Directores                | Satoru Iwata Shigeru Miyamoto Takashi Tezuka     |
| Productor ejecutivo       | Hiroshi Yamauchi                                 |
| Gráficos                  | Shigeru Miyamoto Takashi Tezuka                  |
| Música                    | Koji Kondo                                       |
| Productores               | Shigeru Miyamoto Eiji Anouma                     |
| Programadores principales | Kazuaki Morita Toshihiko Nakago Yasunari Nishida |
| Referencias               | [ 42 ] [ 43 ]                                    |

### Concepto y diseño

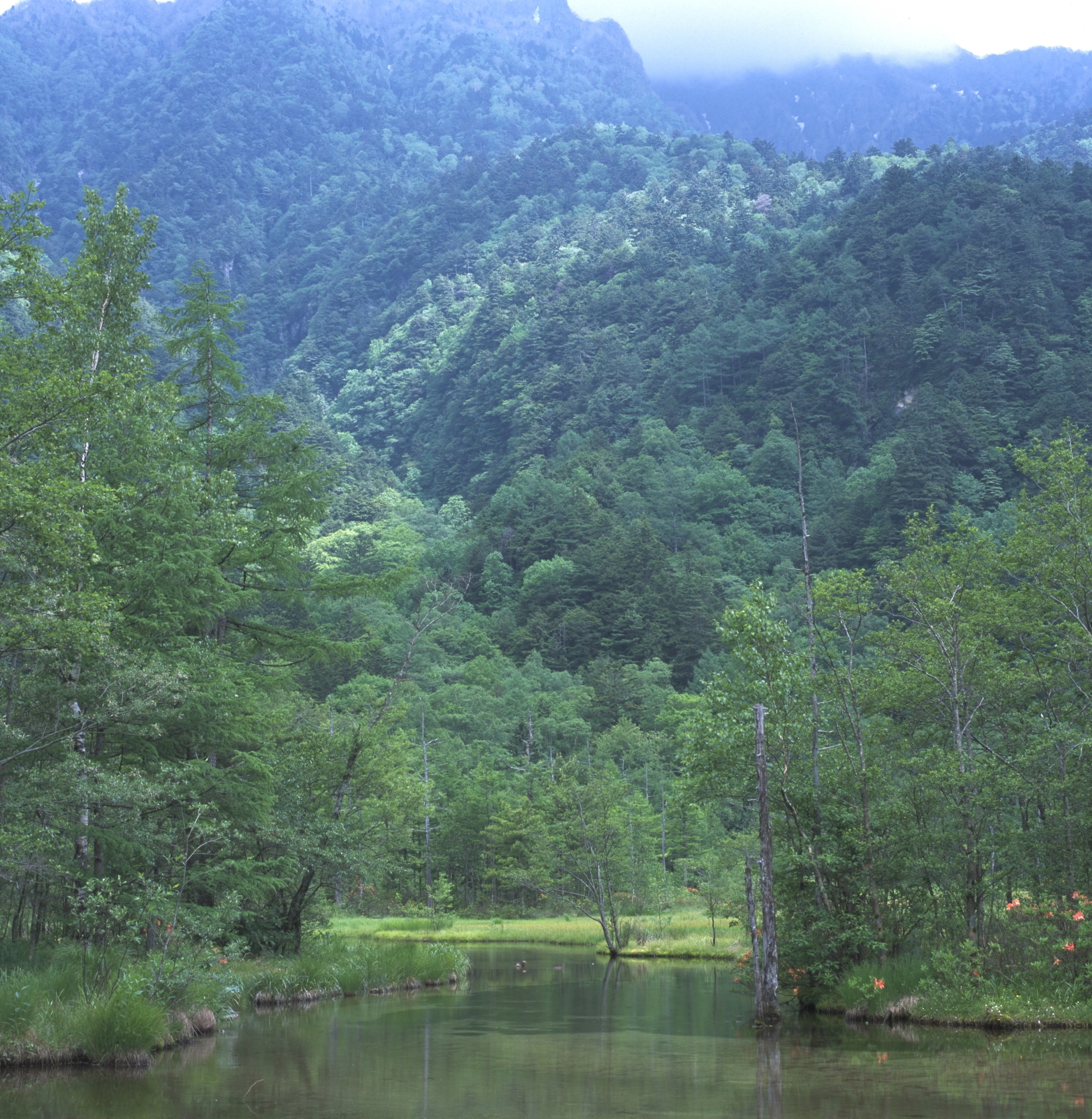
Para idear la estructura y diseño de The Legend of Zelda, Shigeru Miyamoto se basó en sus experiencias de la infancia para resaltar la exploración y aventura que él tuvo mientras se perdió en un bosque cerca de su casa en Sonobe. El creador de videojuegos comentó que una vez se topó con un lago, y que dicha experiencia le impactó tanto que decidió que los jóvenes jugadores debían sentirla también.

The Legend of Zelda lo diseñaron y dirigieron Shigeru Miyamoto y Takashi Tezuka, en tanto que Miyamoto lo produjo, y Tezuka se encargó de redactar el guion y el argumento. El equipo de ambos trabajó en The Legend of Zelda y Super Mario Bros. al mismo tiempo, tratando de separar las ideas para cada juego, e intentando diferenciarlos entre sí: Super Mario Bros. debía ser lineal, donde la acción ocurriera en una estricta secuencia lineal, mientras que The Legend of Zelda debía ser lo contrario. En Mario, Miyamoto redujo la importancia del puntaje para que el jugador sólo se enfocara en completar el juego. Este concepto se trasladó a The Legend of Zelda. Miyamoto también estuvo a cargo de decidir cuáles conceptos debían ser «ideas para Zelda» o «ideas para Mario». A diferencia de Mario, en Zelda no se desarrolló un estilo lineal, por lo que el juego forzaba a los jugadores a pensar en qué es lo que debían hacer a continuación, para así resolver diversos acertijos y rompecabezas. En los diseños iniciales del juego, el jugador podía comenzar la partida con la espada ya incorporada en su inventario. De acuerdo a Miyamoto, en Japón, los jugadores estaban confundidos y tenían problemas para encontrar los diferentes calabozos, así como las rutas necesarias para terminar el juego. En lugar de escuchar quejas por parte de los usuarios, Miyamoto retiró la espada desde el inicio del juego, por lo que obligó a los jugadores a comunicarse con los personajes del juego y a prestar atención a sus sugerencias para resolver los acertijos. De igual manera, comentó que «los jugadores se confunden mucho en los juegos donde tienen que encontrar un objeto importante a través de laberintos». Esto originó una nueva manera de comunicación en torno a un juego, y de este modo, el diseñador comentó que: «Zelda se convirtió en mi inspiración para algo muy diferente: Animal Crossing. Ese juego está basado solamente en la comunicación».
Con The Legend of Zelda, Miyamoto quería llevar la idea de un «mundo interactivo» incluso más allá, en donde a los jugadores les ofrecía «un jardín en miniatura donde puedan hacer lo que quieran». Su inspiración para la creación del juego, nació de sus experiencias infantiles cuando vivía en las afueras de Kioto, Japón, donde exploraba principalmente los campos cercanos a su casa, así como también los bosques y las cavernas, y a través de cada juego de Zelda, él siempre intenta transmitirle al jugador algo de esa «sensación de exploración y maravillas sin fin» que él mismo experimentó. «Cuando era niño», mencionó, «fui de excursión lejos de mi aldea y descubrí un lago. Fue una gran sorpresa toparme con él»; y añadió que «cuando viajé por el país sin un mapa, trataba de encontrar el camino, y descubrir cosas sorprendentes en el viaje. Me di cuenta de que eso se sentía como emprender una aventura fascinante». Según Miyamoto, «la sensación de estar en medio de un laberinto de puertas deslizables en la casa donde me críe en Sonobe, fue lo que recreé en los laberintos dentro de los castillos de Zelda». Cabe señalarse que Miyamoto, en un inicio, se mantenía escéptico ante el hecho de que el juego fuera a llegar ser popular y que tuviera un buen impacto ante el público, pues en su momento comentó que «cuando comencé a trabajar sobre The Legend of Zelda [...] los mundos de magia y fantasía no eran muy populares durante aquella época».
Para indicar cómo es que se diseñaron los elementos, personajes y niveles del juego, a principios de 2010, Satoru Iwata mostró en la página principal de Nintendo, una serie de bocetos sobre los objetos y mapas correspondientes a este título, además de que se incluían diversos apuntes sobre la estructura y patrones que darían la forma definitiva al diseño propio del juego.
Como «símbolo de valentía, fuerza y sabiduría», Link fue creado por Miyamoto como un personaje que se adaptara a la edad de los jugadores, y lograr con ello que los usuarios se sintieran identificados con él: el juego comienza con un muchacho común, pero se va fortaleciendo a lo largo de la aventura para derrotar a Ganon. El nombre de la princesa, así como el título del juego y de la saga, proviene de la fascinación que Miyamoto tenía por Zelda Sayre Fitzgerald, sobre lo cual comentó en una ocasión:

«Zelda era el nombre de la esposa del famoso novelista F. Scott Fitzgerald. Ella era una mujer hermosa y popular por doquier; además me gustaba como se oía su nombre. Así que me tomé la libertad de usar la palabra 'Zelda' para el primer videojuego de la serie».

### Tecnología
En el mes de febrero de 1986, Nintendo lanzó el juego para ser el título de lanzamiento del nuevo periférico de la Family Computer: la Disk System. Para ello, The Legend of Zelda fue incluido junto con los relanzamientos de Super Mario Bros., Tennis, Baseball, Golf, Soccer y Mahjong para la introducción al mercado de dicha consola. Esto permitió hacer un pleno uso de las ventajas que proveían los discos para dicho sistema, pues permitía almacenar una mayor información en comparación a los cartuchos tradicionales ROM con una capacidad de 128 kB, ya que en aquel tiempo la producción de dichos cartuchos en un formato convencional resultaba demasiado costoso. A causa de la todavía limitada capacidad que mostraba el formato de disco, el texto del juego en su versión japonesa estaba conformado sólo con caracteres katakana. Asimismo, el cartucho utilizaba una opción para reescribir los datos y permitir guardar la partida, en vez de utilizar contraseñas para ello. En el cartucho de la versión japonesa, también se utilizó un canal de sonido adicional para generar ciertos efectos sonoros, ya que la Disk System podía proveerlo; de los que se pueden mencionar, destacan los efectos de cuando Link podía blandir su espada cuando éste tenía llena toda su salud, así como el sonido que se escuchaba cuando el jugador derrotaba a un enemigo. Los efectos sonoros del juego, se podían reproducir gracias al canal PCM del NES en la versión para cartucho. 
También se utilizó un micrófono que venía incluido en el control de la Famicom, para que el jugador pudiera avanzar a lo largo del juego, otorgando un sistema de juego novedoso; sin embargo, este micrófono no estaba disponible en el sistema de controles del NES. Esto generó una cierta confusión para los usuarios de Estados Unidos, ya que en el manual de instrucciones se menciona que Pols Voice, un enemigo con forma de conejo, «detesta el ruido fuerte». Si el jugador soplaba o gritaba al micrófono de la Famicom, era posible eliminar ciertos enemigos, entre los cuales se incluye el citado Pols Voice. Sin embargo, estas criaturas no podían ser derrotadas mediante la flauta de Link, sino que en la versión de la NES solo podían ser eliminados mediante ciertas armas. En la versión para cartucho, se utilizó un chip llamado Memory Management Controller, específicamente el modelo MMC1. El chip MMC permitía alojar una mayor cantidad de información, y por ende, almacenar juegos con partidas más extensas a comparación de anteriores juegos. También alojaba una batería de poder estilo RAM, la cual permitía guardar el progreso de la partida de los jugadores, siendo la primera vez que se podía hacer dicha hazaña en algún videojuego de la época.

## Lanzamiento

El jugador debe buscar las ocho piezas de la sagrada Trifuerza de la Sabiduría, y con ello poder derrotar al malvado rey Ganon.

Contrario a los temores que tenía la administración de Nintendo respecto al impacto de que el título no pudiera alcanzar un cierto interés comercial, el juego resultó ser popular y fue bien recibido por parte del público. Un año después, Nintendo publicó una secuela, Zelda II: The Adventure of Link, para la Disk System. Este juego no fue lanzado en Estados Unidos sino hasta dos años después. The Legend of Zelda estuvo disponible un año y medio, mientras que The Adventure of Link fue publicado seis meses después de sus lanzamientos originales en Japón, para territorio americano.
Cuando Nintendo publicó el juego para Norteamérica, el diseño del empaque en el cual venía el juego, presentaba un pequeño corte por donde se podía apreciar que el cartucho tenía una tonalidad color dorada. Para 1988, The Legend of Zelda se convirtió en el segundo juego para la NES en conseguir vender más de un millón de copias. Nintendo de América intentó mantener una sólida comunidad de fanáticos; cualquier persona que comprara el juego y enviara la garantía del mismo a las oficinas de Nintendo podía adquirir una membresía al Fun Club: una sociedad de seguidores sobre los juegos de Nintendo, cuyos miembros eran capaces de obtener un boletín de cuatro, ocho y en algún momento 32 páginas donde se hablaba de Zelda. Setecientas copias del primer volumen de dicho folleto fueron enviados sin ninguna comisión, pero el número de envíos se incrementó debido a que el banco de datos sobre los miembros del Club empezó a extenderse.
Desde que las revistas sobre guías se volvieron un éxito en Japón, Nintendo supo que los trucos y ayudas sobre juegos podrían volverse un «valioso acierto». Los jugadores disfrutaban de los boletines de noticias, pues venían crucigramas, rompecabezas y chistes, aunque les agradaba aún más la sección sobre los trucos en los juegos. El Fun Club ofrecía a los niños consejos sobre juegos con una dificultad alta, en especial de Zelda, pues se explicaba la localización de varios cuartos secretos, llaves escondidas, y pasajes ocultos. Por ende, la lista de miembros aumentó. A inicios de 1988, había más de un millón de seguidores del Fun Club, lo que llevó al entonces presidente de Nintendo de América Minoru Arakawa, a iniciar la publicación de la revista Nintendo Power.

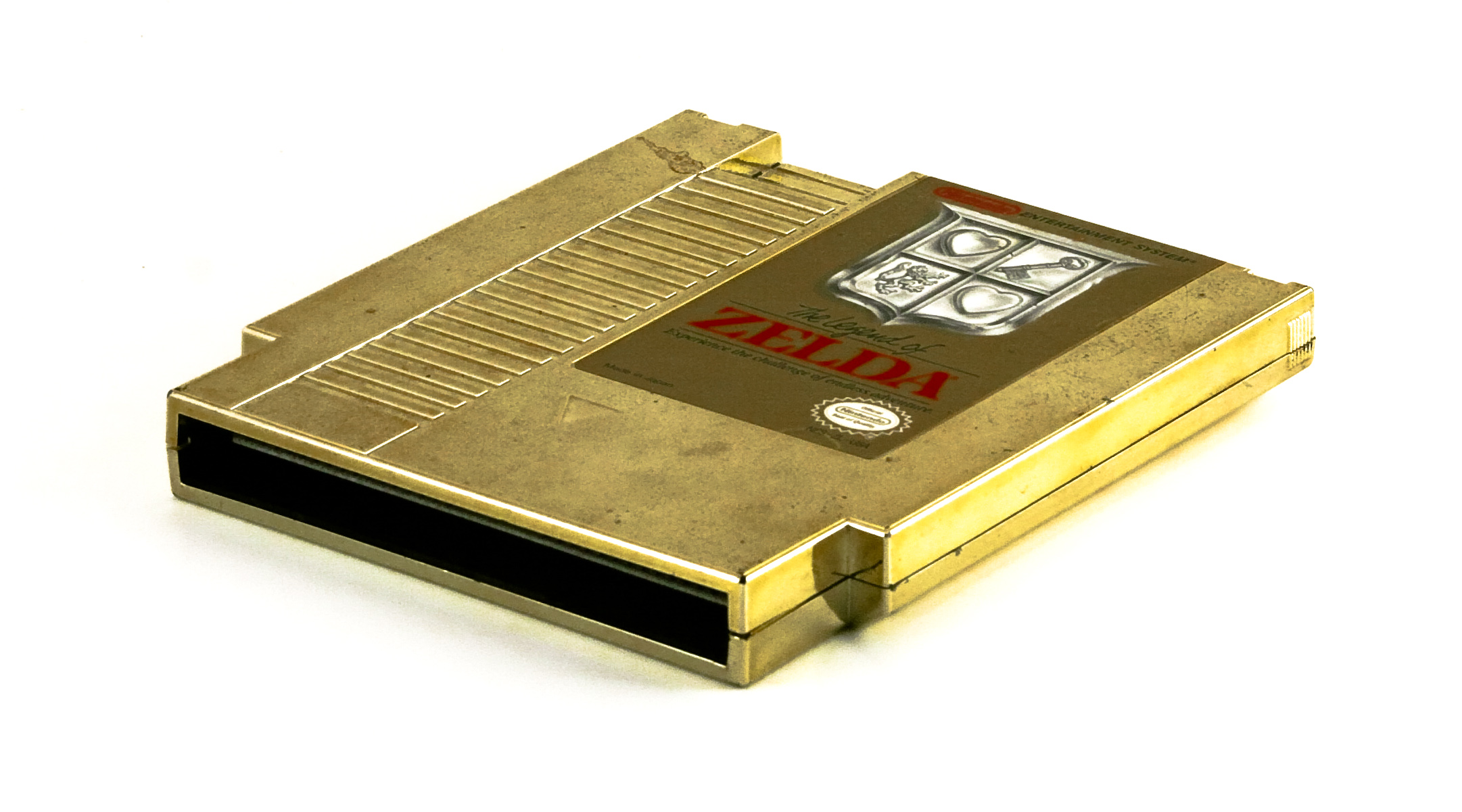
Cartucho dorado del juego para la NES.

Dado que Nintendo no tenía una gran variedad de productos, la compañía sólo realizaba unos cuantos comerciales por año, lo cual significaba que la calidad de los mismos tenía que ser alta. El presupuesto para cada anuncio estaba contemplado en unos 5 millones USD, lo cual resultaba ser unas cuatro o cinco veces superior a la cantidad que invertían las cadenas comerciales en ese tipo de publicidad. Uno de los primeros comerciales de este tipo, fue producido por Bill White, director de publicidad y relaciones públicas de Nintendo, para introducir al mercado estadounidense The Legend of Zelda; esto provocó que el juego tuviera una gran aceptación dentro de la industria de la publicidad. En dicho comercial, un joven con un cabello despeinado, con apariencia de nerd, camina a través de la oscuridad realizando varios ruidos tontos, gritando los nombres de algunos enemigos y exclamando el nombre de Zelda.
Nintendo lanzó una gran cantidad de mercancías relacionadas con The Legend of Zelda, entre los cuales se incluyeron juguetes, guías de juego, relojes, ropa, botes de basura e incluso un cereal llamado Nintendo Cereal System. El juego junto con su secuela, Zelda II, fueron adaptados a una serie de dibujos animados, y cada uno de sus episodios eran presentados en el programa de televisión que se transmitía cada viernes en el The Super Mario Bros. Super Show!. Por otra parte, Link y Zelda aparecieron como personajes secundarios en el programa Captain Nintendo: The Game Master, en donde la trama giraba en torno a los sucesos de The Adventure of Link.

## Recepción
El título generó enormes ventas para Nintendo, pues se llegaron a vender 6,5 millones de copias alrededor del mundo; asimismo, fue el primer título para la NES en alcanzar ventas superiores al millón de copias. El juego fue reeditado junto con Zelda II, Metroid, Super Mario Bros., y demás títulos. Además, obtuvo el primer lugar en un sondeo que se efectuó en el primer tomo de la revista Nintendo Power dentro de la que figuraban otros 30 juegos; en dicha encuesta, fueron jugadores quienes votaron por los diferentes títulos. El juego logró continuar dentro de diversas listas de características similares a lo largo de los años 1990. The Legend of Zelda fue votado por los lectores de Nintendo Power como el «gran desafío» de Nintendo en los Power Awards '88. El equipo de edición, también lo listó como el «mejor videojuego para la NES jamás creado», comentando que «aún sigue siendo divertido a pesar de su edad, puesto que [los desarrolladores de Nintendo] encontraron diferentes maneras para explotar el género, como los elementos recurrentes de la serie a manera de 'mazmorras ocultas' y de 'armas secretas'». La opción para guardar la partida, fue elogiada por muchos medios especializados, sosteniendo que no era necesario acceder a una contraseña como lo hacían generalmente otros juegos para la NES. Zelda fue reseñado por la revista Dragon en su edición n.° 198, en 1993 por parte del editor Sandy Petersen, en la columna titulada como «Eye of the Monitor»; en dicha reseña se le otorgó al juego una puntuación de 4 estrellas sobre 5.

## Impacto y legado
The Legend of Zelda es considerado como el «precursor espiritual» del género de rol (RPG). A pesar de que sus elementos de jugabilidad difieren de los actuales juegos típicos de RPG, su ambientación en un mundo de fantasía, así como su estilo musical, fueron adoptados por muchos RPGs posteriores. Su éxito comercial permitió sentar las bases para la creación de los elementos involucrados en juegos no lineales, como aquellos encontrados en múltiples juegos de rol, de entre los que destacan Crystalis, Soul Blazer, la serie creada por Square titulada Seiken Densetsu, Alundra y Braver Fencer Musashi. De igual manera, la popularidad que alcanzó el juego generó diversos clones, para emular la mecánica que Zelda proveía. Mark Ronson junto a los directores Jordan Galland y Gary Breslin, han coproducido un homenaje en vídeo basado en The Legend of Zelda.
Asimismo, The Legend of Zelda ha permitido la aparición de múltiples secuelas y spin-offs, logrando convertirse en una de las principales y más populares series de Nintendo. También el juego estableció varios personajes importantes y diversos entornos que definen de manera general al universo de Zelda, como Link, la Princesa Zelda, Ganon, Impa y la Trifuerza —el artefacto que brinda energía a la tierra de Hyrule—. El tema principal, así como la melodía que se escucha cuando el jugador «encuentra un objeto secreto», han aparecido en casi todos los juegos posteriores de Zelda así como en otros títulos para resaltar ciertas referencias a la saga.
GameSpot destacó a The Legend of Zelda como uno de los «15 juegos más influyentes de todos los tiempos», por ser un ejemplo temprano de los juegos de «mundo abierto», además de incluir un sistema de juego no lineal y por la introducción de una batería que permitía guardar la partida, permitiendo asimismo, sentar los fundamentos para diferentes juegos de acción-aventura posteriores, como Metroid y diversos juegos de rol como Final Fantasy, así como influenciar a una variedad de juegos posteriores no necesariamente del mismo género de rol. Durante 2009, Game Informer nombró a The Legend of Zelda como uno de los mejores juegos de su época, pues el equipo de edición mencionó que «[estamos frente a] nada más, ni nada menos que [ante] el mejor juego de todos los tiempos», en su lista de los «mejores 200 juegos de todos los tiempos», sosteniendo que «[el juego] estaba adelantado a su tiempo, si bien no en años, más bien sí en décadas».
The Legend of Zelda es con frecuencia citado dentro de diferentes listas como un juego «influyente e importante»; fue colocado en el primer puesto de la lista de los «200 mejores juegos de todos los tiempos» por parte de Game Informer; estuvo en la quinta posición de la lista de los «200 mejores videojuegos de su respectivo tiempo» realizada por la Electronic Gaming Monthly en su edición número 200; séptimo puesto en la lista de los «200 mejores juegos de Nintendo de todos los tiempos» por parte de Nintendo Power; el 77.º puesto dentro de los «100 mejores títulos de todos los tiempos» por parte de la Official Nintendo Magazine. y en el 80.º puesto de la lista de IGN titulada como los «mejores 99 juegos». El juego también fue incluido en el salón de la fama de GameSpy, durante agosto de 2000 y fue considerado por los editores de dicho sitio, como el décimo mejor juego de todos los tiempos.
La versión para Game Boy Advance de The Legend of Zelda, obtuvo un porcentaje de 79 % y 89 % por parte de GameRankings y de Game Ratio, en sus respectivas compilaciones de diferentes revisiones. En puntuaciones individuales, IGN puntúo a dicha versión con un 8 sobre 10, en tanto que GamePro le dio un 4,5 sobre 5; Nintendo Power le otorgó una puntuación similar, mientras que 1UP.com calificó a la versión portátil de Zelda con una «A».
Finalmente, el Libro de los Récords Guinnes Mundiales ha laureado a la serie The Legend of Zelda con cinco récords mundiales en la edición de Guinness World Records Gamer's Edition; entre dichos logros se puede destacar el título de «videojuego mejor valorado de todos los tiempos» y «primer juego en ofrecer una batería interna de guardado para las partidas».

### Relanzamientos
The Legend of Zelda ha sido relanzado múltiples veces para diferentes plataformas desde su lanzamiento original para la consola casera NES a nivel internacional. El juego tuvo su primer relanzamiento en formato de cartucho de 32 bits para la consola Famicom. Para dicha versión, se alteró ligeramente la pantalla de título que apareció inicialmente para la versión original en formato Disk Card, puesto que en el cartucho aparecía el número «1» dentro del título original: Zeruda no Densetsu. En 2001, el juego original fue relanzado para la consola GameCube, dentro del título de Animal Crossing. El único método para desbloquear el juego, era mediante un Action Replay. Un relanzamiento oficial, fue incluido en la The Legend of Zelda: Collector's Edition para la consola GameCube; sin embargo, el juego volvió a aparecer para la consola portátil Game Boy Advance junto a su secuela, The Adventure of Link, como parte de la serie NES Classics, durante 2004. En 2006, una versión digital se encontraba disponible para los jugadores, dentro de la Consola Virtual para Wii, y más recientemente una demostración a contrarreloj fue lanzada junto con el juego de Super Smash Bros. Brawl en la sección del «Baúl» dentro de la opción «Clásicos» durante 2008, e igualmente para Wii. Las gran mayoría de los relanzamientos que sufrió el juego, son virtualmente iguales a las de su versión original, a pesar de que los relanzamientos para la GameCube, Game Boy Advance y Consola Virtual han sido alteradas de manera ínfima para corregir diversos errores de Engrish que se encontraban en la original, más notablemente en la introducción del juego, donde se narra el prólogo de la historia. Una demostración técnica titulada como Classic Games fue mostrada para la Nintendo 3DS durante el E3 de 2010, en la que se mostraron más de una docena de juegos clásicos utilizando efectos en 3D; de entre los que se incluían estaba The Legend of Zelda. Lo anterior fue anunciado por Reggie Fils-Aime, pues comentó que varios juegos estaban previstos para ser lanzados junto con la 3DS, destacando entre los juegos mencionados The Legend of Zelda, Mega Man 2 y Super Mario World 2: Yoshi's Island; asimismo dijo que «posiblemente podrían utilizar una que otra característica del 3DS, tales como los efectos en 3D, un control analógico, o el uso de una cámara». En 2021 Nintendo reveló el Game & Watch: The Legend of Zelda que contiene cuatro juegos; The Legend of Zelda, Zelda II: The Adventure of Link, The Legend of Zelda: Link's Awakening y una variante de Vermin de Game & Watch con Link reemplazando la cabeza del personaje original. Será lanzado el 12 de noviembre de 2021.

### Secuelas
Existen múltiples versiones del juego que fueron alteradas substancialmente, y que se han lanzado al mercado como supuestas continuaciones; dichas pseudo-versiones son de estilo ura o gaiden. Como parte de una campaña publicitaria para promocionar sus tallarines charumera (チャルメラ?), Myojo Foods Co., Ltd. (明星食品  Myoujou Shokuhin?) lanzó una versión alterada del original The Legend of Zelda titulada como The Legend of Zelda: Teikyou Charumera (ゼルダの伝説　提供　チャルメラ?). Este es uno de los videojuegos más raros encontrados en el mercado de segunda mano para coleccionistas, cuyas copias se han comercializado en un precio aproximado a los 1000 USD.
Desde el 6 de agosto hasta el 5 de septiembre de 1996, Nintendo en colaboración con la cadena de radio St.GIGA, comenzaron a emitir varios comerciales en los que se hablaba de una versión sumamente diferente a la original de The Legend of Zelda, la cual saldría para un subsistema de la Super Famicom, la Satellaview —un satmódem complementario—. El juego, titulado como BS Zelda no Densetsu Kodai no Sekiban (BSゼルダの伝説?), fue publicado para ser descargado en cuatro episodios, que eran publicados semanalmente, y que fueron retrasmitidos por lo menos cuatro veces más desde que el juego fue estrenado en 1995 hasta el mes de enero de 1997. BS Zelda fue el primer juego de la Satellaview en ofrecer un soundtrack de tipo «SoundLink» —un formato de audio en el cual, cada ciertos minutos, los jugadores deben de escuchar con atención la voz de un narrador, el cual está transmitiendo en vivo desde las instalaciones de St.GIGA, para darles pistas sobre el argumento y el sistema de juego—. Además del SoundLink, BS Zelda también ofrecía gráficos de 16 bits, un supramundo más pequeño y diferentes calabozos a comparación del original Zelda. Sin embargo, Link y Zelda fueron sustituidos por dos avatares disponibles en la Satellaview: un muchacho con una gorra de béisbol puesta hacia atrás y una chica con el cabello pelirrojo.
Entre el 30 de diciembre de 1996 y el 6 de enero de 1997, una segunda versión del juego, llamada BS Zelda no Densetsu MAP 2 (BS ゼルダの伝説ＭＡＰ２?) fue difundida para la Satellaview como una versión equivalente a la Second Quest del original The Legend of Zelda. MAP 2 fue retransmitido solamente una vez durante marzo de 1996.